# 枡川かおり
枡川 かおり（ますかわ かおり、1983年11月29日 - ）は、日本でタレント活動をしているモデル。Dプロモーションとの業務提携、プラファー、エージェントオフィスタクトへの所属を経てシャノワールに所属。
兵庫県生まれ、長崎県出身。身長150cm（152cmとする資料もあり）。血液型A型。

## 出演

### テレビ番組
- 勇さんのびわ湖カンパニー（びわ湖放送）
- サクセスファイター（サンテレビ） - リポーター
- ちょいぶら（サンテレビ） - リポーター
- 24時間テレビ 29「愛は地球を救う」（2006年、日本テレビ）
- おでかけ!（毎日放送） - リポーター
- 痛快!エブリデイ（関西テレビ）
- トミーズのはらぺこ亭（関西テレビ） - リポーター
- ザ・大阪（テレビ大阪） - リポーター

### オリジナルビデオ
- 斬人 KIRIHITO（2004年製作/2005年発売、ケイエスエス）
- 難波金融伝ミナミの帝王（Softgarage）
- 大阪府人権啓発ドラマ アイムヒア 僕はここにいる（2007年製作、大阪府教育委員会）

### 雑誌
- 週刊SPA!（扶桑社） - グラビアモデル
- KANSAI1週間（講談社） - 当時Dプロモーションに所属していた栃下有沙とともに、同誌専属モデル・K☆Girlの一員として活動。
  - KANSAI1週間 MOOK - モデル
  - KANSAI1週間 クチコミ 大阪キタを食べる！買う！遊ぶ！（2007年） - 表紙モデル
- まっぷる たびえーる（昭文社）
- るるぶ兵庫（JTBパブリッシング）
- あいたい兵庫 冬イベントガイドブック 2008-2009（JR西日本）
- ホットペッパー 2009年2月号（リクルート）

### CM
- 週刊SPA!
- NTTドコモ関西
- スズキ自動車 SX4 インフォマーシャル
- Kicks スノーボードウェア
- 浄水器メイスイロカス インフォマーシャル
- HONDA フリードスパイク「A to Z」篇
- ファミリーマート「これからも、ずっと家族のように。」篇 - 店員 役
- アメーバピグ「飽きちゃう？」篇
- 三井住友銀行「NEVER STOP CHANGING」篇、「僕ら」篇、「サザン」篇
- 花王 クリアクリーンキッズ「くじらクリーンと楽しく歯みがき」篇

### イベント
- 大阪オートメッセ2006
- わくわく宝島（読売テレビ） - アシスタント
- オーサカキング（毎日放送） - アシスタント
- 京都競馬イベント（日本中央競馬会） - マスコットガール

### プロモーションビデオ
- ガガガSP「PLAYER」（2007年） - ヒロイン 役

### 舞台
- 劇団☆錦魚鉢 第9回公演「顔と罰 イケメン×ブサイク学園戦争」（2013年4月17日 - 21日、「劇」小劇場）